# Micromastax salariensis
Micromastax salariensis är en insektsart som beskrevs av Marius Descamps 1964. Micromastax salariensis ingår i släktet Micromastax och familjen Euschmidtiidae. Inga underarter finns listade i Catalogue of Life.